# هاليزية رباعية الأجنحة
هاليزية رباعية الأجنحة (الاسم العلمي:Halesia tetraptera) هي نوع غير مؤكد من النباتات يتبع جنس الهاليزية من الفصيلة الإصطركية.

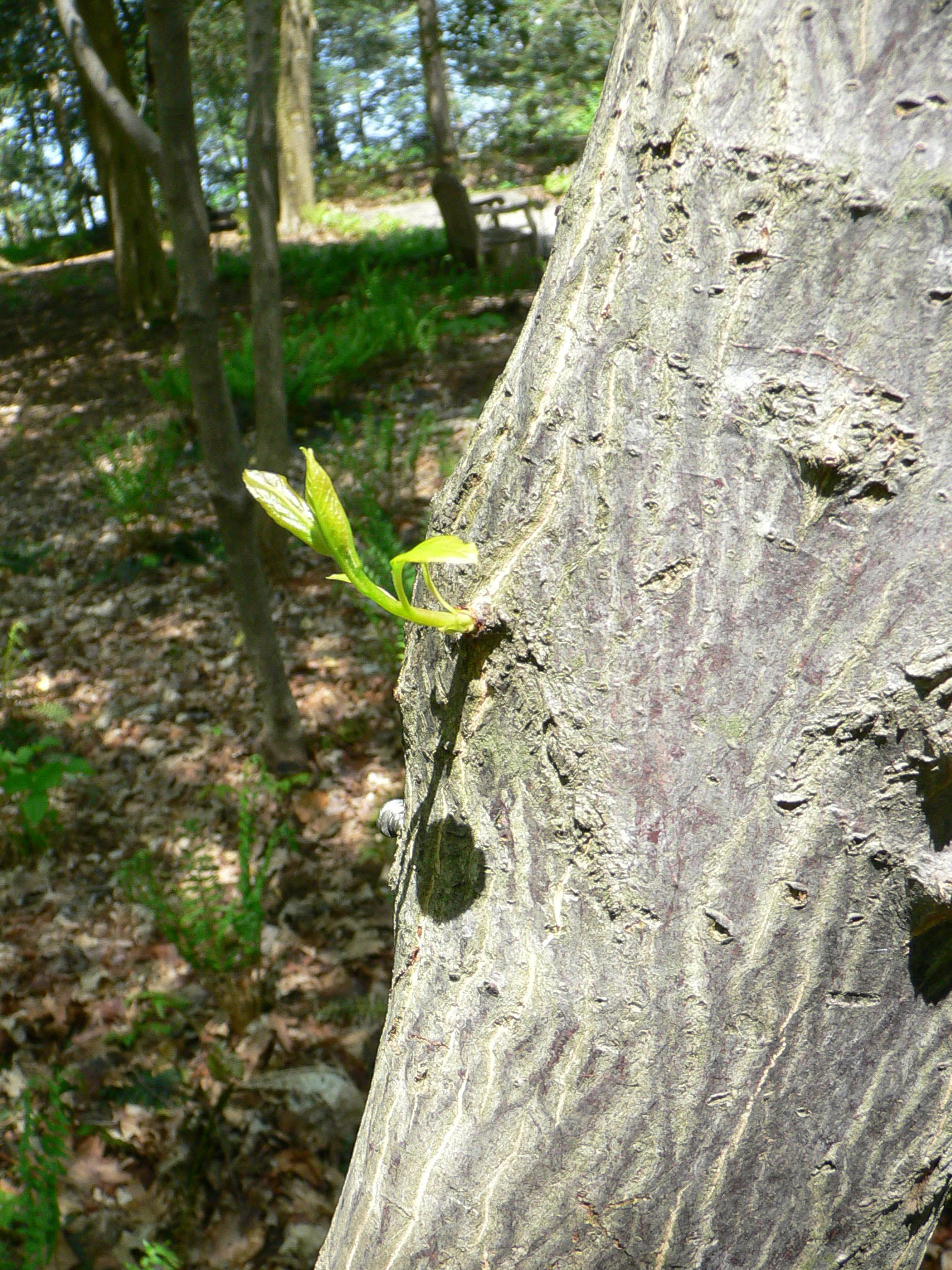
Trunk
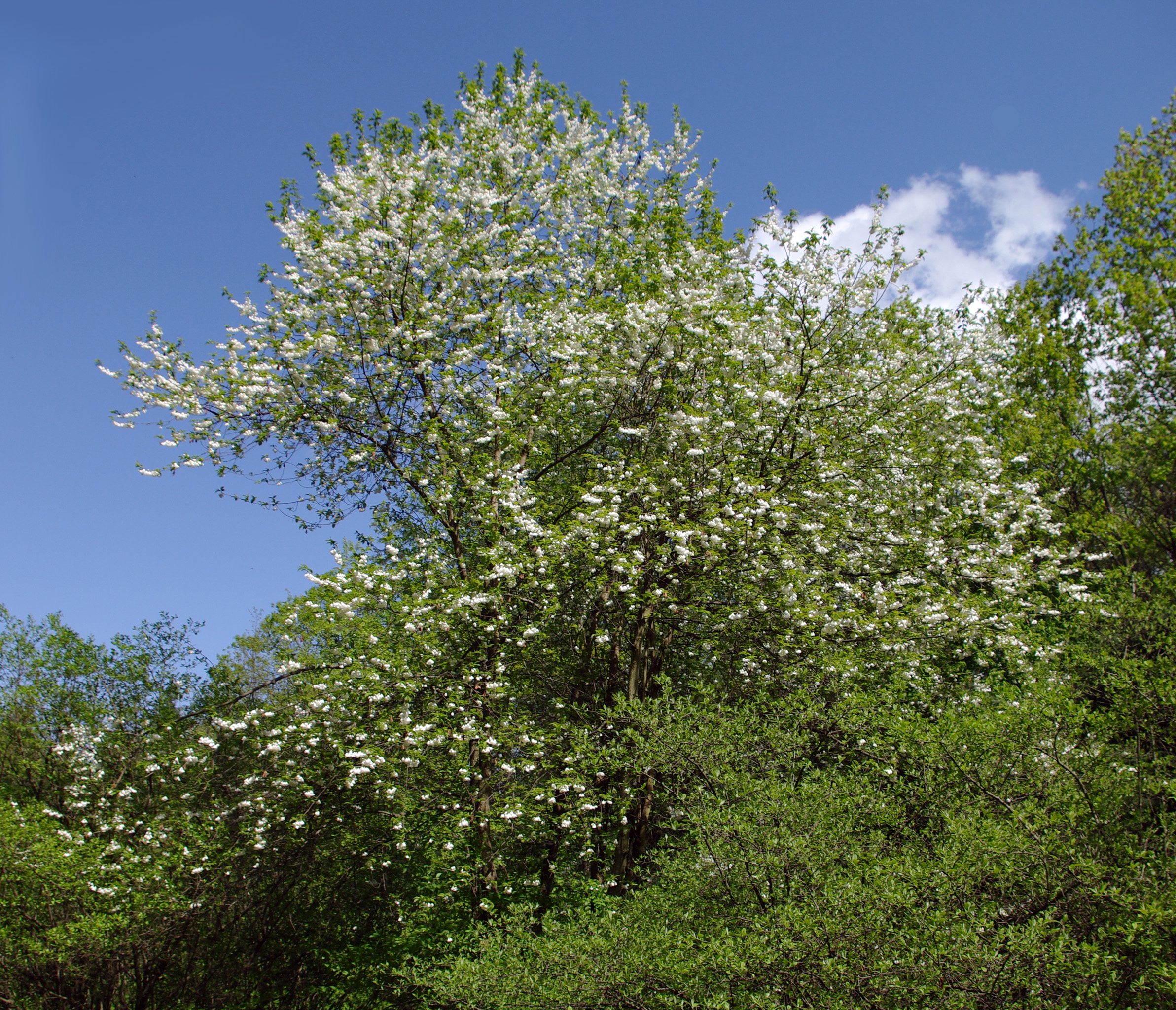
Halesia tetraptera var. monticola
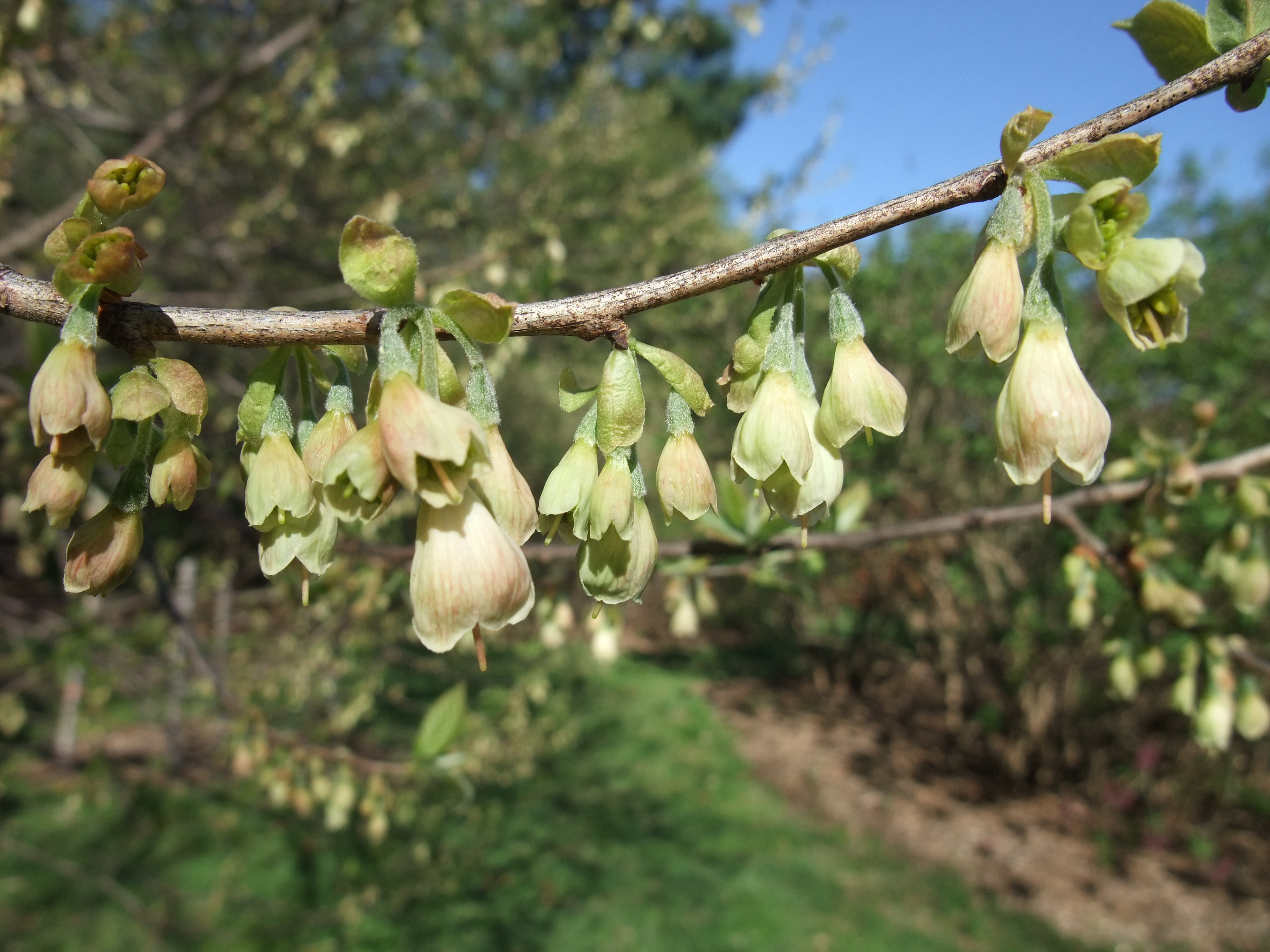
Flowers of Halesia tetraptera